# 東野台古墳群
座標: 北緯35度25分28.6秒 東経139度32分17.3秒 / 北緯35.424611度 東経139.538139度
東野台古墳群（ひがしのだいこふんぐん）は、神奈川県横浜市戸塚区上矢部町に所在した古墳時代前期（4世紀）の古墳群。前方後方墳1基・方墳1基・それらに先行する様相を持つ方形の墳丘墓1基からなっていた。

## 概要
同古墳群の立地は、柏尾川水系上流の阿久和川と名瀬川の合流点に面した丘陵上である。
1974年（昭和49年）と1983年（昭和58年）に行われた2度の発掘調査により、方墳の1号墳と、前方後方墳の2号墳、方形墳丘墓の3号墳が検出された。またこのほかに同じ丘陵上および山麓部にかけて、縄文時代と弥生時代後期～古墳時代前期の集落跡（竪穴建物群）が検出された（遺跡全域を指して複合遺跡の東野台遺跡とも呼ばれる）。
1号墳は墳丘の一辺17.5メートルを測る方墳で、幅2.5メートルの周溝を巡らせていた。墳頂の埋葬施設は盗掘で破壊されていたが、鉄剣の破片が検出され、周溝内からは土師器の壺や高坏が検出された。
2号墳は全長54メートルの前方後方墳で、丘陵の遺跡範囲内の最も高い位置に築造されていた。埋葬施設は後方部に造られた土坑への木棺直葬で、割竹形木棺が納められ、鉄剣2振のほか、刀子、勾玉、管玉などが検出された。
3号墳は古墳群内では最も年代が古く、一辺11メートルの方形を成すが、形態や立地の面で定型化した古墳となる前の弥生墳丘墓（方形台状墓）的な様相を持つ。埋葬施設は粘土槨だが、遺物は検出されなかった。
遺物などの様相から、3号墳→2号墳→1号墳の順に築造されたと推定されている。
弥生時代後期～古墳時代前期の集落背後の丘陵部に造営され、定型化した古墳となる前の墳丘墓を持つという、出現期古墳群に特徴的に見られる様相を持ち、柏尾川上流地域を治めた勢力の首長墓と考えられているが、発掘調査後には丘陵ごと開発され消滅した。